# محبوبه شب (سرده)
محبوبه شب (نام علمی: Cestrum) نام یک سرده از تیره بادنجانیان است.